# Wilfried Lämmel
Wilfried Lämmel (* 29. November 1904 in Sanddorf; † 29. März 1974 in Landau in der Pfalz) war ein deutscher NSDAP-Funktionär und Kreisleiter im Landkreis Landau in der Pfalz, Gauinspekteur von Saarbrücken und SS-Standartenführer.

## Leben
Nach dem Schulbesuch mit Entlassung aus der Kreisoberrealschule im Jahre 1921 begann Wilfried Lämmel eine Lehre bei der Dresdner Bank in Bad Kreuznach und München.
Er trat 1923 in die NSDAP und SA ein. Am 9. November 1923 gehörte er zu den Teilnehmern am Hitlerputsch, als die Nationalsozialisten versuchten, die Regierung zu stürzen. Nach der Machtergreifung der Nationalsozialisten wurde ihm 1933 deswegen der Blutorden verliehen.
Im Jahr 1925 war er der Gründer der NSDAP-Ortsgruppe in Schaidt und war bis 1930 deren Leiter, er trat der Partei zum 2. Januar 1926 bei (Mitgliedsnummer 27.161). Als NSDAP-Kreisleiter in Zweibrücken trat er 1930 zurück. In der Südpfalz nahm er die Funktion des NSDAP-Bezirksleiters wahr. In den Jahren von 1930 bis 1932 war er in verschiedenen Orten die Ortsgruppenleiter, so auch in Zweibrücken. Dort wurde er am 13. März 1933 Beauftragter des Sonderkommissars der Obersten SA-Führung. Von Mai 1934 an war er im Stadtrat vertreten.
Mai 1935 wurde er Führer der SA-Standarte 70 in Saarbrücken. Wegen persönlicher Probleme wurde er aus der SA entlassen, behielt aber dank der Unterstützung durch den Gauleiter Josef Bürckel die Parteiämter.
1936 wechselte er zur Propagandaleitung des NS Gaus Saarpfalz und war Personalreferent beim „Reichssender Saarbrücken“. Dieses Amt übte er bis 1938 aus, als er zum 1. Mai des Jahres NSDAP-Kreisleiter in Landau wurde.
Am 12. November 1938, drei Tage nach der „Reichskristallnacht“, ließ er im Pfälzer Anzeiger ankündigen, dass sämtliche Besitzungen der jüdischen Bewohner in deutsche Hände überführt werden.
Ab 1940 gehörte er der Waffen-SS an, kämpfte 1941/1941 als Angehöriger der Leibstandarte SS Adolf Hitler im Russlandfeldzug und stieg bis zum SS-Standartenführer auf. Im März 1944 nahm er in Prag an einer Tagung mit hochrangigen SS-Vertretern teil, die sich mit Landes- und Volksforschung beschäftigte. Lämmel war als Beauftragter des Reichskommissars in Prag anwesend. Nach dem Kriegseinsatz übernahm er bis zum Kriegsende in Diedenhofen die NSDAP-Kreisleitung.
Nach dem Kriegsende wurde er bis 1949 in Landau interniert. Im Entnazifizierungsverfahren wurde er 1950 durch die Spruchkammer als „belastet“ eingestuft. Seinen Lebensunterhalt verdiente er sich danach als Lehrmittelvertreter. Er legte seine nationalsozialistische Gesinnung nicht ab und trat 1953 der rechtsextremen Hilfsgemeinschaft auf Gegenseitigkeit der Angehörigen der ehemaligen Waffen-SS bei. Er traf sich am 10. Januar 1966  in Bergzabern mit Gleichgesinnten zusammen, als es um die Gründung einer Ortsgruppe „Stahlhelm“ ging. Diese Veranstaltung fand im Spiegel einen Beitrag mit dem Titel „Stahlhelm:Alarm beim Grog“. In den 1970er Jahren war er in der NPD tätig, die 1964 als rechtsextreme und in Teilen neonazistische Partei gegründet wurde.